# Ismay van Wilgen Sporthal
De Ismay van Wilgen Sporthal is een sportaccommodatie in Paramaribo, Suriname. Omringd door sportvelden staat de hal aan de Gravenberchstraat, met op de hoek de Van Idsingastraat.

## Geschiedenis
In 1962 stelde de Nederlandse Sport Federatie (NSF) een bedrag van 100.000 Nederlandse gulden beschikbaar waarmee een deel van de bouw van een sporthal in Paramaribo gebouwd kon worden. De schenking kwam tot stand onder invloed van de toenmalige Surinaamse minister van Financiën, Jules Sedney.
De schenking kreeg in de Volkskrant en Het Parool kritiek, omdat het tekort aan accommodaties in Nederland "nog steeds ontzagelijk groot" was. Het bedrag van het NSF was een deel van het budget, dat bij elkaar op 350.000 Surinaamse gulden (700.000 Nfl.) geraamd werd. Naast een accommodatie met plaats voor 1500 bezoekers, werd in een gymnastiekzaal en een kegelbaan voorzien. Aan het bedrag van de NSF werd 40.000 Sfl. toegevoegd uit een loterij in Suriname.
Aanvankelijk zou de bouw beginnen in januari 1965. Premier Johan Pengel zag echter geen nut in een sporthal. In juli 1964 bracht de heer Bregen in opdracht van de Surinaamse Basketbal Bond (SBB) een bezoek aan sporthallen in Nederland. Uiteindelijk ging de bouw alsnog door, met een extra budget van 30.000 Sfl van de SBB en de beschikbaarstelling van een terrein door de Troepenmacht in Suriname (TRIS). De uiteindelijke sporthal heeft een kleinere capaciteit dan oorspronkelijk was gepland.
De officiële opening van de sporthal vond plaats op 2 november 1968. Na het overlijden van de 30-jarige multidisciplinaire sportster Ismay van Wilgen deed Radio Apintie de oproep aan minister Coen Ooft van Binnenlandse Zaken om de Sporthal, zoals deze nog steeds naamloos heette, naar haar te vernoemen. Na een schrijven van SOSIS aan premier Henck Arron kwam eind mei toestemming. Op dat moment was de sporthal dicht omdat een nieuwe vloer werd gelegd. Hierna werd de sporthal officieel heropend als Ismay van Wilgen Sporthal.